# Битка при Марс ла Тур
Битката при Марс ла Тур се случила на 16 август 1870 година по време на Френско-пруската война, в близост до град Марс ла Тур в североизточна Франция. Две пруски тела се сблъскват с цялата френска армия на Райн и успешно накарват армията да се оттегли в крепостта на Мец.
Кавалерийски патрул, съставен от Първи ескадрон първи хановерски драгунски отряд № 9, воден от Оскар фон Блументхал, открили, че 130 000 френски войници се опитват да избягат от Мец, за да се обединят с френските сили при Фердун, след своята загуба на фронта. Това накарало принц Карл Фридрих да изпрати, на 16-и, група от 30 000 души, които били доста числено превъзхождани, от трето тяло (от Втората армия), под командването на генерал Константин фон Алвенслебен, за да отреже пътя им за бягство. Те откриват френската армия в близост до Вионвил, западно от Марс ла Тур. Въпреки съотношението на силите, което била едно към четири, трето тяло разгромило французите и превзело Вионвил, блокирайки всичко евентуални опити за бягство на юг. След като били премахнати възможностите за оттегляне, французите в Мец нямали друг избор освен да се бият в една битка, която представлявала последният голям кавалерийски сблъсък в Западна Европа. Трето тяло било разгромено от постоянните кавалерийски атаки, губейки повече от половината свои войници, докато французите имали еквиваленти жертви от порядъка на 16 000 души, но продължавали да държат своето числено превъзходство.
На 16 август 1870 французите имали възможност да разгромят основните пруски защити и да избягат. Две пруски тела атакували френските настъпващи сили, мислейки, че те били оттеглящите се войски от френската армия от Мойз. Въпреки грешката им, двете пруски тела държали френската армия през целия ден. При числено превъзхождани 4 към 1, невероятният жар, с който се биели прусаците, надвил голямата колебливост на французите.

## Смъртоносната езда на фон Бредов
Битката при Марс ла Тур е важна и поради случилата се тогава една от малкото успешни кавалерийски атаки на съвременното военно дело. Тормозен от френската артилерия всеки път, когато маневрирал със силите си, след което следвала френска атака, неговите пехотни резерви свършили и уплашен, че френската кавалерия ще атакува слабият му фланг, генерал фон Алвенслебен изпратил писмо до командира на 12-а Кавалерийска бригада, майор-генерала Фридрих Вилхелм Адалберт фон Бредов, искайки от него да унищожи артилерията на френския генерал Конберт, за да изпревари френската кавалерийска атака.
Казвайки, че „ще струва, каквото ще струва“, фон Бредов не бързал да организира своята бригада, състояща се от Седми кирасири, 19-и драгуни и 16-и улани. Препускайки от пруските линии в 14:00 часа, кавалеристите правят бъдещото „Смъртоносна езда на фон Бредов“. Майор-генералът използвал терена и пушек, за да замаскира маневрите си от френски наблюдатели до последния момент. Излизайки от замаскираното си прикритие на около 1000 метра от френските линии, пруската кавалерия атакувала и преминала през френските артилерийски линии, създавайки всеобща паника и разпръсвайки войниците на Конберт във всички посоки. Френската кавалерия се опитала да контраатакува фланга и гърба на фон Бредов, но били разпръснати от панически стрелящата пехота на Конберт, която се целела във всички кавалерийски единици, които види, без значение френски или пруски.
Унищожавайки френската артилерия и неутрализирайки френската кавалерия, бригадата на фон Бредов успяла да се освободи и да се измъкне, губейки половината от своите хора. Сред ранените от 12-а бригада бил Херберт фон Бисмарк, син на пруския канцлер Ото фон Бисмарк.

## Резултат
Битката представлявала значима победа за значително числено превъзхожданите прусаци. Базен не успял да се завърне във Фердун. За кратко време прусаците хванали Базен в капан в Мец, където била и обсадата на Мец.
Смъртоносната езда на фон Бредов имала значим ефект във военното дело. Победата представила кавалерията в по-добра светлина и започнало да се смята, че тя все още може да играе решителна роля в битка, а кавалерийските единици продължават да присъстват в големите европейски армии за следващите 47 години.